# Redskin

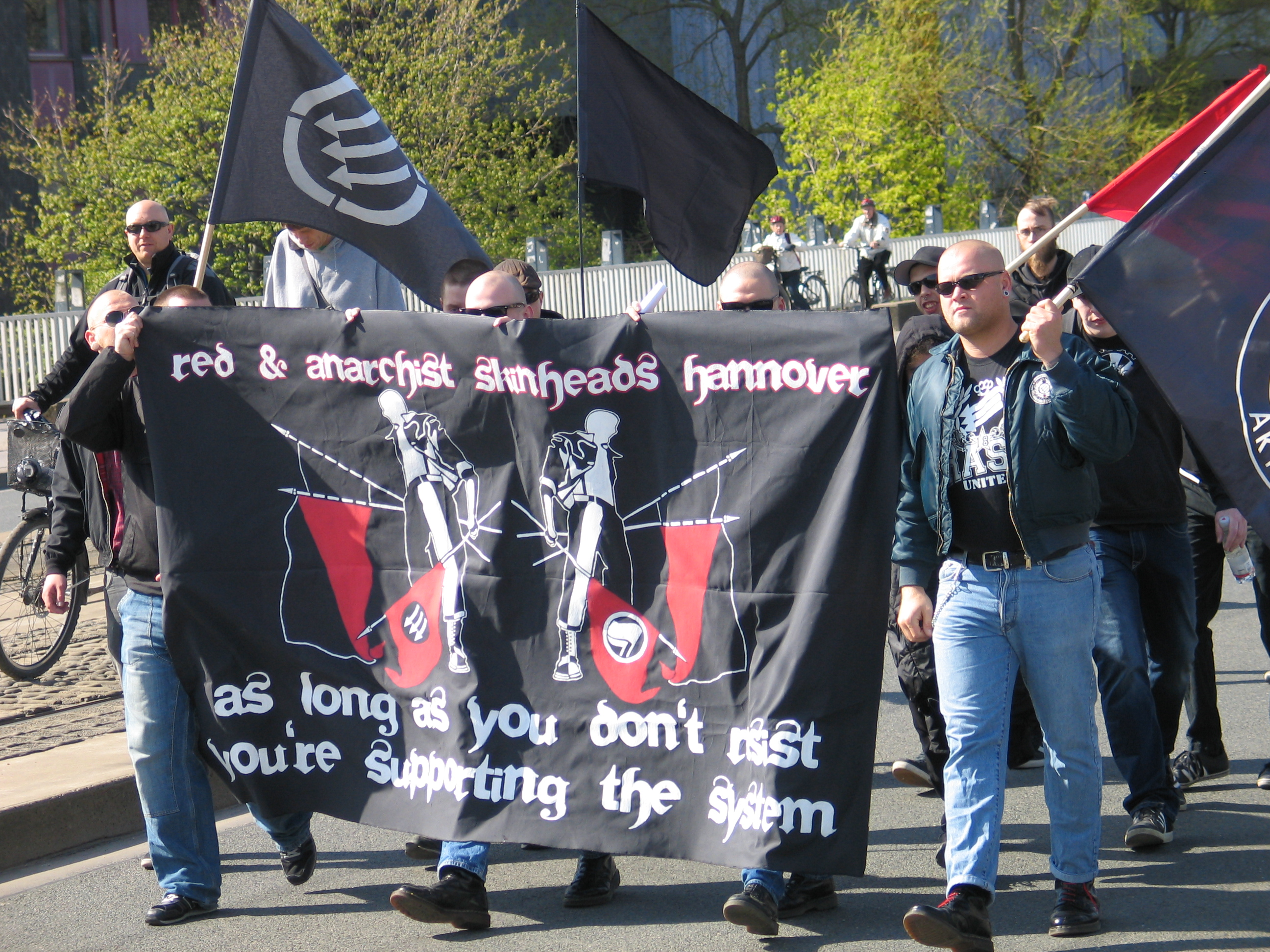
Redskins marchando durante una manifestación durante el 1 de mayo de 2013. Hannover, Alemania.

Dentro del contexto político y social del movimiento skinhead, un   redskin  es un skinhead de ultraizquierda, ya sea comunista o anarquista. Los redskins se caracterizan por su defensa de ideas anticapitalistas, así como por su compromiso con los intereses de la clase obrera y el 'antifascismo'. Se caracterizan por defender unas ideas anticapitalistas. Y se basa en la defensa de los intereses de la clase obrera y el antifascismo. Entre los grupos más destacados de dicha subcultura destacan R.A.S.H (Red and Anarchist Skinhead) y S.H.A.R.P, dos grupos radicales y violentos de extrema izquierda.
Es importante destacar que la subcultura redskin tuvo sus inicios en Francia en los años 80, y algunos de sus miembros se consideran parte de una subcultura independiente de la skinhead, que mayoritariamente es antirracista pero apolítica.

## Simbología e identificación
En contraste con los skinheads de derechas, quienes se identifican con cordones blancos, los redskins suelen identificarse por medio de tirantes y cordones rojos, para demostrar su tendencia izquierdista. Algunos redskins tienen el cabello corto atrás y a los lados de la cabeza, dejándose más cabello arriba, en oposición al rapado completo original. Este estilo fue usado por miembros de The Redskins, aunque fue más popular entre redskins franceses a finales de los años 80. Las cazadoras estilo Bomber suelen ser una prenda recurrente tanto en círculos skinhead como entre los redskins. También popular entre los redskins franceses fue el hábito de usar al revés sus flight jackets (chaqueta de aviador), para que el recubrimiento naranja de sus chaquetas se mostrara. Símbolos de la izquierda, como el círculo antifascista con las flechas hacia abajo, la bandera anarquista (entre anarquistas), la bandera de la Unión Soviética (entre comunistas) o los símbolos de la Cuarta Internacional (entre trotskistas) son siempre usados, para demostrar su militancia política.[cita requerida]

## Activismo
Los redskin se identifican con el anarquismo y el antirracismo bajo el espectro de la extrema izquierda. Dentro del movimiento, el activismo se centra en cuestiones como la lucha contra el racismo, el capitalismo y la desigualdad social, además de enfrentarse a otros skinheads alineados con el fascismo y el nacionalsocialismo. Participan en protestas, organizan eventos culturales y musicales, y a menudo se involucran en actividades de violencia. Suelen ser activos entre círculos juveniles, apelando a jóvenes para adherirse a su movimiento.